# Кајманска Острва на Светском првенству у атлетици на отвореном 2019.
Кајманска Острва су учествовала на 17. Светском првенству у атлетици на отвореном 2019.  одржаном у Дохи од 27. септембра до 6. октобра шеснаести пут. Репрезентацију Кајманских Острва представљао је 1 такмичар који се такмичио у трци на 100 метара. , 
На овом првенству такмичар Кајманских Острва није освојио ниједну медаљу нити су остварио неки резултат.

## Учесници
Мушкарци:
- Кемар Хајмен — 100 м

## Резултати

### Мушкарци
| Атлетичар    | Дисциплина | Лични рекорд | Предтакмичење | Предтакмичење | Квалификације | Квалификације | Полуфинале           | Полуфинале           | Финале               | Финале       | Детаљи |
| Атлетичар    | Дисциплина | Лични рекорд | Резултат      | Место         | Резултат      | Место         | Резултат             | Место                | Резултат             | Место        | Детаљи |
| ------------ | ---------- | ------------ | ------------- | ------------- | ------------- | ------------- | -------------------- | -------------------- | -------------------- | ------------ | ------ |
| Кемар Хајмен | 100 м      | 9,95 НР      | слободан      | слободан      | 10,37 (.368)  | 7. у гр. 1    | није се квалификовао | није се квалификовао | није се квалификовао | 37 / 65 (68) |        |